# Río Darling
El río Darling (del inglés: Darling River) es el río más largo de Australia, con un curso nominal de 1485 km,  sus fuentes, el sistema Culgoa /Balonne/Condamine (de 1372 km), alcanza los de 2854 km. El río discurre desde el norte de Nueva Gales del Sur hasta su confluencia con el río Murray en Wentworth (Nueva Gales del Sur). Algunos geógrafos consideran el Darling y el curso bajo del Murray un único río, y así el  sistema Murray-Darling alcanzaría los 3672 km. Fue descubierto por Hamilton Hume y Charles Sturt en una expedición realizada en 1828.
Oficialmente el Darling nace cerca de Bourke (Nueva Gales del Sur) en la confluencia de los ríos Culgoa y Barwon, arroyos que provienen de las montañas del sur de Queensland. 
El sistema Murray-Darling, en conjunto, drena una de las mayores cuencas del mundo (la 22.ª de los ríos primarios y la 27.ª de cualquier río) y recoge las aguas de todo el estado de Nueva Gales del Sur localizado al oeste de la Gran Cordillera Divisoria, gran parte del norte del estado de Victoria y del sur del estado de Queensland y partes del estado de Australia Meridional.
Los principales afluentes del Darling son, en dirección aguas arriba, los ríos Lachlan (1440 km), Warrego (1380 km), Paroo (1210 km) —con los subafluentes Macquarie (960 km) y Namoi (708 km)— y Barwon (700 km) —con su afluente el Condamine (657 km).